# Rudolf Czernecki

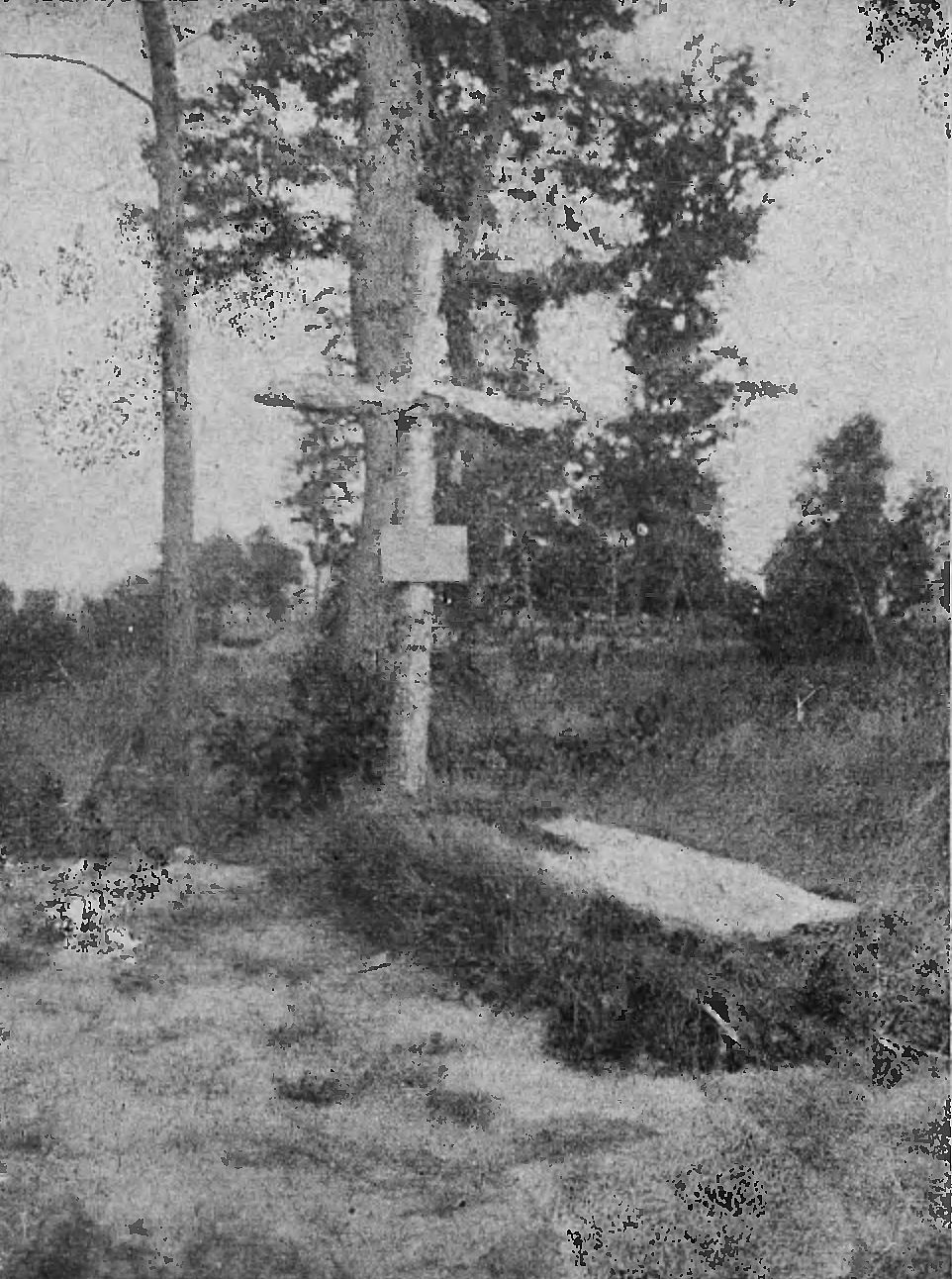
Grób Rudolfa Czarneckiego

Rudolf Czernecki (ur. 17 kwietnia 1891 w Limanowej, zm. 19 lipca 1916 pod Rudką Sitowicką) – sierżant Legionów Polskich, działacz niepodległościowy, kawaler Orderu Virtuti Militari.

## Życiorys
Urodził się 17 kwietnia 1891 w Limanowej, ówczesnym mieście powiatowym Królestwa Galicji i Lodomerii, w rodzinie Franciszka i Karoliny z Rompalów. Ukończył pięć klas gimnazjum i kursy handlowe w Krakowie.
1 sierpnia 1914 wstąpił do Legionów Polskich i otrzymał przydział do 10 kompanii 6 pułku piechoty. Na legionowym szlaku awansował do sierżanta. Podczas walk odwrotowych znad Styru ochotniczo uczestniczył w trudnym zadaniu patrolowym, w wyniku brawurowej akcji zdobył stanowisko ogniowe nieprzyjaciela, następnie zagrożony okrążeniem, powrócił do swojego oddziału. Poległ 19 lipca 1916 pod Rudką Sitowicką k. Sitowicz i tam został pochowany. Był kawalerem, dzieci nie miał.

## Ordery i odznaczenia
- Krzyż Srebrny Orderu Wojskowego Virtuti Militari nr 6383 – pośmiertnie, 17 maja 1922[6][7][8][9]
- Krzyż Niepodległości – pośmiertnie, 6 czerwca 1931 „za pracę w dziele odzyskania niepodległości”[10][3]
- Krzyż Walecznych dwukrotnie nr 29513[11] – pośmiertnie, 1923[12][13][3]
- Krzyż Pamiątkowy 6 pułku piechoty Legionów Polskich[14]
- Srebrny Medal Waleczności I klasy[15][11]
- Srebrny Medal Waleczności II klasy dwukrotnie[16][11]